# Hallatar
Hallatar — фінська супергрупа, в яку увійшли Юха Раівіо (Swallow the Sun), Томі Йоутсен (Amorphis) і Гас Ліпстік (ex-HIM), заснована у 2016 році в пам'ять про Алію Стенбрідж.
Тексти групи складаються з віршів і текстів Алії, які Юха зібрав для свого дебютного альбому, присвяченого їй.